# Prionostemma insulare
Prionostemma insulare is een hooiwagen uit de familie Sclerosomatidae.